# Старе Ополе
Старе Ополе (пол. Stare Opole) — село в Польщі, у гміні Седльці Седлецького повіту Мазовецького воєводства.
Населення — 839 осіб (2011).
У 1975-1998 роках село належало до Седлецького воєводства.

## Демографія
Демографічна структура станом на 31 березня 2011 року:
|          | Загалом | Допрацездатний вік | Працездатний вік | Постпрацездатний вік |
| -------- | ------- | ------------------ | ---------------- | -------------------- |
| Чоловіки | 431     | 119                | 276              | 36                   |
| Жінки    | 408     | 95                 | 243              | 70                   |
| Разом    | 839     | 214                | 519              | 106                  |